# Радијациона болест
Радијациона болест, акутни радијациони синдром је скуп знакова и симптома који се јављају; у акутном облику у току шестонедељног периода после излагања зрачењу већем од 0,5 Gy (апсорбовано зрачење) у кратком временском периоду, неколико сати до 1-2 дана, и хроничном облику као последица кумулативног ефекта малих доза на два и више радиосензитивних ткива кроз дужи временски период (најмање пет година), без обзира да ли се ради о спољашњем или унутрашњем зрачењу. Смрт након зрачења може настати и без претходног развоја синдрома болести ако је доза зрачења преко 10.000 рема, јер тренутно оштећује централни нервни систем, дисање, циркулацију итд.
Према начину настанка радијациона болест може бити задесна (настала у току производње, примене, истраживања, манипулације или лечења радиоактивним материјалом) или намерна (након примене радиоактивног оружја у ратним или терористичким дејствима). На основу тежине клиничке слике и последица по здравље озрачених људи болест се дели на акутну и хроничну радијациону болест (синдром).
Сваки становник на земљи изложен је природном или „позадинском“ зрачењу и годишње прими количину до 3 mSv, (не рачунајући медицинске прегледе и радиотерапију), а особе професионално изложене зрачењу (они који се баве заштитом од зрачења, рендгенолози, инвазивни дијагностичари, запослени у нуклеарним електранама...), не би требало да приме дозу зрачења већу од 20 mSv годишње(..."мора се настојати да та доза буде значајно нижа"). Радијација се свакодневно акумулира у телу, али тело се свакодневно регенерише па излагање овој врсти радијације није опасно. Но када је тело изложено високој дози радијације у кратком временском периоду, процеси регенерације не могу санирати штету и настаје радијациона болест.

## Појмови и изрази[6]
- Радиоактивност јесте физичка појава код које се атоми спонтано распадају уз емисију једне или више врста јонизујућих зрачења, као што су алфа, бета, неутронско и гама зрачење.
Радиоактивност је спонтани процес у којем се атомско језгро, емитујући једну или више честица или кваната електромагнетног зрачења, преображава у друго језгро. Првобитно није била позната природа зрачења него се збирно говорило о радијацији па је ова појава „распада“ језгра названа радиоактивност, а језгра која емитују честице или зрачење радиоактивна језгра или, исправније радиоактивни изотопи.
- Јонизујуће зрачење је електромагнетно или честично зрачење које може да јонизује материју и да изазове оштећење ћелија живих организама. Тако настали јони нарушавају биохемијске процесе у ћелијама, што може довести до разних поремећаја у њиховом функционисању и дељењу, те коначно до настанка озбиљних болести, попут рака. У јонизујуће зрачење спадају α, β, γ и Х зраци, космичко зрачење и неутрони.
- Извори јонизујућег зрачења су материје, уређаји и објекти који емитују или могу да емитују јонизујуће зрачење.
- Основни ниво зрачења из природе (фон) јесте укупно јонизујуће зрачење које потиче из природних извора или извора у животној средини који не подлежу контроли;
- Изотоп је атом са једнаким бројем протона (Z), а са различитим бројем неутрона (N), истог хемијског елемента. Реч изотоп, значи на „истом месту“, и долази од чињенице да се изотопи налазе на истом месту у периодном систему елемената. Када говоримо о једном елементу (дакле, једном месту у периодном систему) термин изотоп (Х-А) је адекватан. Када се ради о изотопима разних елемената уобичајен термин за њихово означавање је нуклид (Х-А), односно радионуклид, ако је нестабилан;
- Радионуклид јесте нуклид односно атом са дефинисаним атомским бројем, атомском масом и енергетским стањем, који је радиоактиван;
- Радиоактивни материјал је материјал који садржи један радионуклид или више радионуклида чија је укупна и специфична активност изнад прописаних граница;
- Нуклеарни материјал је плутонијум изузев оног изотопске концентрације која прелази 80% Pu-238; уранијум U-233; уранијум обогаћен у изотопском садржају U-235 или U-233; уранијум који садржи смешу изотопа која се јавља у природи, а концентрација му је већа од оне која се јавља у рудама или остацима при преради, као и смеша наведених материјала;
- Радијациони ризик је опасност озрачивања изражена као производ вероватноће настанка нуклеарног удеса и ефективне дозе зрачења коју би притом удесу примило најизложеније лице изван локације нуклеарног објекта.
„Радијациони ризик је угрожавајући здравствени ефекат при излагању јонизујућим зрачењима, узимајући у обзир и вероватноћу таквог излагања, било који ризик везан за сигурност, укључујући и екосистеме у животној средини, који може настати као последица излагања јонизујућим зрачењима, присуство радиоактивних материјала, укључујући и радиоактивни отпад, или њихово испуштање у животну средину, губитак контроле над језгром нуклеарног реактора, нуклеарном ланчаном реакцијом, радиоактивним извором или било којим другим извором јонизујућих зрачења“.
- Ванредни догађај је неочекивани догађај при ком може доћи или је дошло до озрачења становништва и лица која раде са извором јонизујућег зрачења изнад прописаних доза;
- Апсорбована доза јонизујућег зрачења је средња енергија коју јонизујућим зрачењем прими јединица масе одређеног материјала;
- Еквивалентна доза јонизујућег зрачења је производ апсорбоване дозе у ткиву или органу и одговарајућег радијационог тежинског фактора којим се изражава разлика у биолошким ефектима различитих врста јонизујућег зрачења;
- Ефективна доза јонизујућег зрачења је збир производа еквивалентне дозе у ткиву или органу и одговарајућег ткивног тежинског фактора којим се изражава осетљивост појединих ткива и органа на појаву стохастичких ефеката јонизујућег зрачења;
- Стохастички ефекти јонизујућег зрачења су ефекти чија је вероватноћа појаве пропорционална дози.
- Стохастички (ефекти без прага) „су ефекти за које не постоји праг, већ могу настати и при веома малој апсорбованој дози зрачења, теоријски при проласку само једног γ-фотона, ако притом дође до таквих промена у грађи ДНК молекула, које се не могу поправити“[7].
- Детерминистички (ефекти с прагом) „су ефекти који се могу очекивати кад доза прекорачи неку, унапред познату вредност“[7].
- Излагање јонизујућим зрачењима су радње или услови при којима долази до озрачивања човековог организма јонизујућим зрачењима;
- Професионално зрачењу изложена лица су лица која раде са изворима јонизујућих зрачења или се у процесу рада налазе у пољима јонизујућих зрачења;
- Медицинско излагање радијацији је излагање пацијената и лица која помажу пацијентима при медицинској примени извора јонизујућих зрачења, а нису професионално изложена лица, као и лица која су добровољно укључена у програме медицинских истраживања уз примену извора јонизујућих зрачења;

## Дозе и јединице зрачења
| Дозе и јединице зрачења           |                             | |
| Доза                              | Јединица                    | Дефиниција |
| Апсорбована доза (D)              | Греј (Gy) (J/kg или џул/кг) | Количина енергије (J) која ће се предати килограму (kg) материје и она зависи од: - Интензитета зрачења у тачки у којој се налази озрачени материјал, а интензитет зависи од јачине радиоактивног извора (А) и растојања (R) - Од енергије зрачења (Ј) - Од дужине времена озрачивања (Од дужине времена озрачивања (t) - Од густине материјала (W) D=JxWxAxt/R2 |
| Еквивалентна доза                 | Сиверт (Sv)                 | - Еквивалентна доза узима у обзир биолошки ефекат зрачења и рачуна се тако што се апсорбована доза множи фактором квалитета Q, који зависи од врсте радијације. - Сиверт (Sv) je SI изведена јединица еквивалентне дозе радијације и као таква је зависна од биолошких ефеката радијације, насупрот физичким аспектима, која карактерише апсорбована доза која се мери у Gy. 1 Sv = 1 J/kg апсорбованог материјала • w - Често коришћене СИ јединице у пракси су милисиверт (1 mSv = 10 -3 Sv = 0,001 Sv) и микросиверт (1 μSv = 10 -6 = 0,000001 Sv). - Еквивалентна доза зрачења се мери у Сједињеним Државама у ремима : - 1 rem = 0.01 Sv = 10 mSv - 1 mrem = 0.00001 Sv = 0.01 mSv = 10 μSv - 1 Sv = 100 rem = 100,000 mrem (or millirem) - 1 mSv = 100 mrem = 0.1 rem - 1 μSv = 0.1 mrem |
| Годишња граница еквивалентне дозе | 500mSv 150mSv 50mSv         | - За детерминистичке ефекте: за сва ткива, (осим за очно сочиво и хематопоезне органе) - За очно сочиво и хематопоезне органе - За стохастичке ефекте |

### Природна, изложеност радијацији
„Живот на земљи се не би развио да није било зрачења и то оног најопаснијег, јонизујућег. Зрачење у природи је саставни део нашег окружења. Сва материја око нас састављена је од мешавине разних врста атома, од којих је само стотинак врста стабилно, а више стотина је нестабилно, тј радиоактивно. Знамо да и наше тело, као и све што нас окружује, поседује атоме који зраче. Сем тога, из космоса до нас долази зрачење пореклом са Сунца или са других звезда, јер у свемиру нема препрека, да га спрече, да допре до нас“.
Зато је човек свакодневно и непрекидно изложен основном нивоу зрачења из природе (природном фону) или јонизујућем зрачењу које потиче из природних извора зрачења ниског интензитета, или из извора у његовој животној средини који не подлежу контроли, и које често зовемо позадинско зрачење. У свакој секунди човека погоди око 15.000 честица природног (позадинског) зрачења (радиоактивног и космичког).
На планети на којој живимо, радиоактивност није измислио човек, и она није последица развоја људске врсте на Земљи, јер је присутна одувек и заувек као део наше свакодневнице. Постоји око 60 радионуклида (радиоактивних елемената), у тлу, ваздуху, води, храни, али и у свим живим бићима.
Према начину настанка радионуклиди се деле на;
Радионуклиде одувек присутне на Земљи
У радионуклиде одуве присутне на Земљи спадају; радиоактивни елементи; уранијум 235, уранијум 238, торијум 232, радијум 226, радон 222 или калијум 40. Ови радионуклиди потичу још из времена формирања Земље, а карактерише их врло дуго време полуживота, и до милијарду година (изузетак је гас радон, чији је полуживот 3,8 дана). Од наведених радионуклеида најзначајнији је алфа-емитер радон, карика у ланцу распада уранијум 228, који доприноси чак са 55% у природном радиоактивном зрачењу. Радон је гас, који излази из стена које садрже уран (већином у траговима), а највише у стенама из рудника уранијума. Просечно се у 1 m³ ваздуха налази око 106 атома радона.. У затвореним просторијама на основу спроведених истраживања установљено је да концентрација радона може бити повећана и услед еманације радона из грађевинског материјала.
У доњој табели наведени радионуклиди присутни су још из времена стварања Земље и имају врло велика времена полураспада, често и реда 100 милиона година. Активност ових нуклида с временом се смањивала па је на пример данашња доза калијума-40 отприлике упола мања него у време стварања Земље.
| Радионуклиди присутни на Земљи још из времена њног стварања |                   |                                        |
| Радионуклид                                                 | Време полураспада | Активност                              |
| Уранијум - 235                                              | 07:04 × 10 8 год. | 0,72% природног уранијума              |
| Уранијум - 238                                              | 04:47 × 10 9 год  | 99,2745% природног уранијума           |
| Торијум - 232                                               | 01:41 × 10 10 год | 06/01 до 20 у обичним стенама          |
| Радијум - 226                                               | 06/01 × 10 3 год  | 16 у кречњаку; 48 у вулканским стенама |
| Радон - 222                                                 | 3,82 дана         | Племенити гас; до                      |
| Калијум - 40                                                | 01:28 × 10 9 год  | Тло - 0037 до 01/01                    |

Радионуклиде као последица деловања космичког зрачења
Извор космичког зрачења (коме смо непрестано изложени) је углавном изван нашег Сунчевог система (док један део долази од нашег Сунца), а састоји се од разних облика зрачења: врло брзих тешких честица, па до високоенергијских фотона и миона. Оно у међудејству са атомима у горњим слојевима атмосфере производе радионуклиде, који су најчешће краћег времена полуживота. Као што су нпр, угљеник 14, трицијум, берилијум 7 итд. Космичко зрачење чини отприлике 13% од укупног природног позадинског зрачења. Дели се на два типа, примарно и секундарно. Примарно космичко зрачење састоји се од честица врло високе енергије (< 1018 eV), а то су углавном протони, алфа честице, тежи јони и електрони.
| „ | Атмосфера и Земљино магнетно поље такође се понашају као штит против космичког зрачења смањујући количину која долази до површине. На космичко зрачење утиче и Сунчева активност чије појачање узрокује појачање Земљиног магнетног поља, а тиме и слабљење учинка космичког зрачења. Може се закључити да годишња доза апсорбованог космичког зрачења зависи од надморске висине. У Сједињеним Америчким Државама особа ће у просеку примити дозу од 27 мрем годишње, а тај износ се отприлике удвостручује са сваких 2.000 m надморске висине. Путујући од пола до екватора на нивоу мора долази до смањења количине космичког зрачења од само 10%, док је на надморској висини од 18.000 m смањење 75% што је резултат деловања Земљиног и Сунчевог магнетног поља на примарно космичко зрачење. | ” |

Радионуклиде као последица људске делатности
Човек својим активностима, посебно развојем нуклеарних реактора и тестирањем нуклеарног оружја, створио је неке радиоактивне елементе, попут стронцијума 90, јода 129, јода 131, цезијума 137, плутонијума 239 итд.
Од зрачења се ниједно живо биће не може сакрити. Сваки човек прима годишњу ефективну (просечну) дозу зрачења од око 3,5 mSv која се састоји се од следећих доприноса:
- Удисање радона 2 mSv
- Унос осталих радионуклида у тело 0,39 mSv
- Земљино зрачење 0,28 mSv
- Космичко зрачење 0,28 mSv
- Вештачки извори 0,5 mSv [б]

| Просечна ефективна еквивалентна доза зрачења становника Велике Британије (1991) |          |          |
| Извор                                                                           | Доза/μSv | Проценат |
| Природни извори                                                                 |          |          |
| Радон                                                                           | 1300     | 50,1     |
| Гама зраци из земље и грађевинског материјала                                   | 350      | 13,5     |
| Природни радионуклиди у храни                                                   | 300      | 11,6     |
| Космичко зрачење                                                                | 350      | 10,0     |
| Вештачки извори                                                                 |          |          |
| Примена у медицини                                                              | 370      | 14,3     |
| Професионално излагање                                                          | 7        | 0,27     |
| Радиоактивне падавине                                                           | 5        | 0,19     |
| Испуштање радионуклида                                                          | 0,4      | 0,02     |
| Уређаји широке потрошње                                                         | 0,4      | 0,02     |

Просечна особа, нпр у САД, добија ефективну дозу зрачења од око 3 mSv годишње која потиче од природних радиоактивних материјала и космичког зрачења из свемира. Природне дозе зрачења се разликују широм земљине кугле. Истовремено просечна особа годишње прими укупну дозу од вештачких извора од око 0,5 mSv.
Једноставним упоређењем нивоа зрачења из природе, са нивоом радијацији из једног излагања рендген зрачењу (које у току дијагностичког прегледа у медицини износи око 0,1 mSv), добијамо вредност која је еквивалентна примљеној дози током излагања зрачењу природног окружења у току 10 дана. Очекивано смањење дужине живота (према подацима из САД) због обављања послова на којима је лице изложено зрачењу у дози од 3 mSv годишње је 15 дана, а код дозе од 10 mSv годишње 51 дан, док пушење кутије цигарета дневно скраћује живот за 6 година.

## Појам, врсте, путеви контаминације и последице

### Појам
Радиоактивна контаминација (загађење) означава присуство радионуклида на површини тела или у организму у дозама већим од прописаних, по здравље безопасних, максималних доза  (Сл лист СФРЈ, број 8 / 1987) . Дозе које изазивају контаминацију су значајно веће од доза које се могу сматрати природном радиоактивношћу неког подручја.

### Врсте
Према начину контаминације тела она може бити;
Спољна контаминација
Код ове врсте контаминације радионуклид се налази на површини тела. Настаје директним контактом незаштићене особе са радиоактивном материјом. Од спољне контаминације се човек може заштитити средствима личне и колективне заштите. Она се знатно лакше може деконтаминирати (очистити) са тела и одеће и зато је мање опасна од унутрашње контаминације у току које се радионуклиди могу уградити у ткива организма.
Унутрашња контаминација
У овој контаминацији радионуклид доспева у унутрашњост организма, кроз „улазна врата“ која могу бити:
- дисајни органи - инхалација
- органи за варење - ингестија
- кожа - перкутана апсорпција.

### Путеви
Нуклеарне несреће се најчешће испољавају дисперзијом радионуклида у животну средину, најчешће у виду нуклеарних падавина (енгл. Nuclear fallout), што доводи до радиоактивне контаминације, у већој или мањој мери ваздуха, земљишта - тла, водотокова, биљног и животињског света. Људи могу бити контаминирани:
- Директно у тренутку несреће, ако су непосредно изложени ослобођеној радијацији,
- Индиректно кроз читав низ накнадних загађења земљишта и могуће акумулације радионуклида у читавом низу међусобно повезаних карика у ланцу исхране (види слику испод);

У случају „намерне“ атомске (нуклеарне) експлозије на некој територији (нпр експлозије атомске бомбе бачене у рату), или друге озбиљне незгоде-хаварије, (као што је то био случај са Чернобиљском катастрофом), радиоактивне падавине могу да достигну ниво зрачења који влада у близини места несреће и на ширем простору (нпр ако се честице шире низ ветар) и на тај на контаминирају велику територију и велики број људи.
На сву срећу високо радиоактивни фисиони продукти су кратког живота, док на дужи период, заостаје секундарна контаминација као последица појаве радиоизотопа који имају дужи просечни животни век, и релативно низак ниво радијације.
„Зато ниво секундарне контаминације може захтевати забрану боравка у одређеним контаминираним областима, као што је то био случај загађења цезијумом-137 после Чернобиљске катастрофе, због његовог полуживот од 30 година. Што значи да морамо чекати најмање 200 година да би се на контаминираном простору достигла стотину пута нижа радиоактивност.“

### Последице удисања радиоактивног аеросола
Великом ризику контаминације инхалацијом радионуклида изложени су људи који раде у нуклеарним електранама, због велике опасности од удисања H3 (трицијум) и Kr85 (криптон). У организам ваздухом могу ући поред ових и други радионуклиди који се могу наћи у облику аеросола (било у елементарном облику било у облику других растворљивих једињења – једновалентних и двовалентних) који се растварају у аеросолу ваздуха.
Последице удисања финих радиоактивних аеросола у ваздуху зависе од:
- Величине честица и количине аеросола у ваздуху. Што су честице веће теже доспевају у алвеолу, па постоји могућност да честице буду искашљане, али и прогутана. Веће честице имају спорију растворљивост (мању површину по јединици волумена), и мању брзину апсорпције.
- Концентрације биолошки значајних радионуклида у аеросолу
- Растворљивости радионуклида. Оксиди су примарно нерастворљиви, хлориди и сулфиди – добро растворљиви, нитрати - слабо растворљиви. Растворљиви нуклеиди се добро ресорбују кроз алвеоле и зато врло лако улазе у организам. Времена биолошке полуелиминације је за добро растворљиве радионуклиде 5-6 дана.

• У правилу половина удахнутих растворљивих радионуклида бива растворено и апсорбовано у крв, и дистрибуирано по целом организму. Један део може бити искашљан и избачен из организма, а део ће се задржати у усној шупљини и бити прогутан.
• Нерастворљиви Оксиди који су најчешће величине око 5 микрометара делом се задржава у горњим дисајним путевима одакле бивају избачени, други део продире до алвеола. Како оксиди нису растворљиви, они се не ресорбују и зато им је дејство ограничено на плућа (појава рака плућа).
- Обима и брзине ресорпције. Шта је растворљивост радионуклида већа и брзина ресорпције у плућима је већа.
- Врсте зрачне енергије, коју радионуклеиди емитују.
- Времена полураспада. Што је краће време полураспада радионуклида, опасност је већа и већа су оштећења, јер ће се у краћем времену радионуклиди распасти и самим тиме ће се ослободити велика количина радиоактивног зрачења.
- Локалних и општих метеоролошких прилика, које утичу на брзину ширења и даљину (ширину) контаминацијом захваћеног подручја.

## Извори и величина експозиције
У овом делу текста биће наведени најчешћи извори експозиције зрачењу са карактеристичним примерима (акцидентима и инцидентима) који треба да боље илуструју њихове специфичности и последице по људе и околину.
Најважнији фактори у медицинској процени радијацијом изазваних инцидената су:
- величина радијацијом изазваног акцидента и инцидента
- стање и стабилност оболелих особа
- могућности медицинског збрињавања, тј релативна величина и стање ресурса потребних да се хитно збрине велики број озрачених особа.

На основу ових критеријума инциденти се могу поделити на:
Мале инциденте у које спадају они који се јављају у лабораторијама, болницама, нуклеарним електранама и слично, малим количинама радиоактивног материјала, и коме су потенцијално изложене и/или контаминиране једна или неколико особа.
Масовне инциденте које укључују изложеност релативно великим количинама радиоактивног материјала и потенцијалну контаминацију великог броја људи, нпр, након терористичких напада радиоактивним оружјем, примене нуклеарног оружја и великих катастрофа у нуклеарним електранама.
Како би се тежина експозиције у току нуклеарних догађаја на неки начин једнообразно приказивала у целом свету, нешто слично Рихтеровој скали која се користи у случају земљотреса, у праксу је уведена 1999. Међународна скала за нуклеарне догађаје, ИНЕС (енгл. International Nuclear Event Scale), у којој је сваки ниво скале 10 пута озбиљнији него претходни ниво исте скале.
У овој скали користи се велики број критеријума приликом разврставања одређеног догађаја везаног за нуклеарну безбедност. У скали постоји 7 нивоа, с тим што су; 1-3 ниво инциденти, а 4-7 акциденти (несреће-катастрофе).
До 31. марта 2011. акцидент седмог степена, по овој скали имала је Чернобиљска катастрофа из 1986. а ниво шестог степена Киштимска катастрофа из 1957, у нуклеарном комплексу за репроцесирање нуклеарног горива Мајак у Русији (тадашњи Совјетски Савез). Према изјавама званичника у јапанској Агенцији за нуклеарну и индустријску безбедност  12. априла 2011, степен опасности у нуклеарној централи Фукушима подигнут је са петог, на највиши, седми ниво на међународној скали нуклеарних догађаја због све веће количине радиоактивних материја које се и даље ослобађају у ваздух и море.
| Број акцидената са значајним акутним оштећењем здравља становништва |           |           |           |
| Врста акцидента                                                     | 1945-1965 | 1966-1985 | 1986-2007 |
| Акциденти у нуклеаркама                                             | 19        | 12        | 4         |
| Индустријски акциденти                                              | 2         | 50        | 28        |
| Акциденти у научним установама                                      | 3         | 15        | 16        |
| Појединачни акциденти                                               | 2         | 16        | 4         |
| Акциденти у медицини                                                | непознат  | 18        | 14        |

### Нуклеарни акциденти на реакторима, акцелераторима и у нуклеарним централама
Акциденти на реакторима и акцелераторима
Први нуклеарни реактор у СФР Југославији, нулте снаге реактора, познат као реактора РБ, пројектован је у Институту „Борис Кидрич“ у Винчи, и пуштен у рад маја 1958. Нажалост, само шест месеци након свечаног отварања догодила се јена од првих несрећа у свету, 15. октобра, 1958, описана у литератури као "Удес Винча". Шест младих људи, студената и техничара, били су изложени дози зрачења од (2 до 4,5 Gy), процењено је касније. Код озрачених се врло брзо развио акутни радијациони синдром, а један од озрачених је и умро од последица радијације. Анализа удеса, али не и са техничке тачке гледишта која се може наћи у литератури, показала је да је један од разлога за акцидент био озбиљне недостатак одговарајућих мере заштите од зрачења у реактору.
|  | Забрањена зона (више 40 Ci/km²)         |
|  | Зона строге контроле (15—40 Ci/km²))    |
|  | Зона периодичне контроле (5—15 Ci/km²)) |
|  | Неозначена зона (1—5 Ci/km²)            |

Инцидент на острву Три Миље
Брзи раст нуклеарних електрана пратио је све већи развој индустрије током седамдесетих година, пре свега због недостатака енергената као директна последица нафтне кризе. У том раздобљу, развој „нуклеарки“ парти и појава прве озбиљне нуклеарне несрећа у нуклеарној електрани на острву Три Миље у САД.
У среду 28. марта, 1979. у 04.36 ПМ, неколико пумпи за воду за хлађење постројења за производњу нуклеарне енергије у јединица број 2 централе на Острву Три Миље, која се налази око 20 km југоисточно од Харисбурга, Пенсилванија, није функционисало и настала је хаварија (18). Тако је са инцидентом у овој централи настала прва озбиљна нуклеарна несрећа изазвана централама на нуклеарни погон у свету, која нажалост до 2011 постају све озбиљније.
Хаварија нуклеарне централе у Чернобиљу
Међународни тим, састављен од више од 100 научника је (2005), 20 година након највећег нуклеарног акцидента у свету, изазваног хаваријом у нуклеарној електрани у Чернобиљу закључио да је због последица зрачења највероватније изгубљено више до четири хиљаде људских живота..
До средине 2005, мање од 50 смртних случајева може се приписати директној радијацији током катастрофе - скоро у свим тим случајевима жртве су „ликвидатори последица“ и биле су изложене израженој радијацији. Многи од њих су умрли у року од неколико месеци после несреће, док су други умирали касније, чак и у 2004.
- „“Око 1.000 људи - је на лицу места у непосредној близини реактора (особље централе, и други радници) било изложено дејству интензивног зрачења први дан несреће. Међу више од 200.000 људи који су учествовали у операцији спасавања и опоравка радника изложених радијацији у у периоду од 1986-1987, током њиховог живота може да се очекује око 2.200 смртних случајева изазваних радијацијом.
- Процењује се да тренутно у областима Белорусије, Русије и Украјине које су контаминиране радионуклидима након несреће живи пет милиона људи, од тога око 100.000 њих живи у областима које су раније биле класификоване од државних органа као подручја под „строгом контролом".
- Идентификовано је око 4.000 случајева рака тироидне жлезде, као последица загађења средине након акцидента, углавном код особа који су били деца и адолесценти у време несреће, а најмање деветоро деце умро је од рака тироидне жлезде, али је стопа преживљавања међу овим жртвама, који су преживели рак, судећи по искуству у Белорусији, био скоро 99%“

Хаварија у нуклеарној централи Фукушима у Јапану
Број радника у постројењу Фукушима који су били изложени дози од преко 100 милисиверта на дан (до 25. марта 2011), достигао је бројку од 17 озрачених радника, према извештају Међународне агенције за атомску енергију (IAEA).
Према изјавама званичника у јапанској Агенцији за нуклеарну и индустријску безбедност  12. априла 2011, степен опасности у нуклеарној централи Фукушима подигнут је са петог (који је по тежини био идентичан инциденту који се догодио 1979. на острву Три миље у Сједињеним Државама), на највиши, седми ниво на међународној скали нуклеарних догађаја. Разлог за подизање ниво је;
- све веће количине радиоактивних материја које се и даље ослобађају у ваздух и море,
- велика количина радијације која је ослобођена у атмосферу из хаварисаног постројења, (која 240 km северно од Токија, износи 10% од количине радијације ослобођене у Чернобиљу)

Према прелиминарним подацима, укупна количина изложености радијацији премашила је годишњу границу од једног милисиверта у подручјима која се простиру преко 60 km северозападно од нуклеарке Фукушима и око 40 km у правцу југ-југозапад, (јавила је агенција Кјодо).

### Радиотерапија, радиодијагностика и научноистраживачки рад у медицини
Од укупног броја извора јонизујућих зрачења који се користе у Републици Србији, око 80% се користи у медицини.
Употреба ЦТ у дијагностици нагло расте у свету. Како у Сједињеним Државама тако и у другим развијеним земљама, а највише у Јапану. Према анкети спроведеној у 1996, број компјутеризованих томографија на 1 милион становника био је 26 у САД и 64 у Јапану.
Према проценама 62 милиона компјутеризованих томографија се тренутно изводи сваке године у Сједињеним Државама, у поређењу са око 3 милиона у 1980. Без обзира што је као резултат напретка у компјутереризованој томографској технологији ова метода све безбеднија за пацијента и лекара, она и даље представља увећани ризик (мада минималан) за појаву зрачењем индуковане карциногенезе, због излагања пацијената интензитету зрачења у опсегу од 15 mSv (у одраслих) до 30 mSv (у новорођенчета) за једну ЦТ томографију, са просеком од две до три ЦТ томографије по једном дијагностичком испитивању.
Иако постоје ригорозне процедуре како би се смањио ризик од случајних преекспонирања пацијената на радиотерапији, грешке се повремено дешавају. Нпр. у току радиотерапије „машином“ (енгл. Therac-25) догодило се најмање шест несрећа између 1985. и 1987, у којима су пацијенти примили и до сто пута веће дозе од потребне. Две особе је непосредно усмрћено предозираним зрачењем. Од 2005. до 2010, болнице у Мисурију преекспонирале су 76 пацијената (највише са раком мозга) током пет година, јер је нова опрема за зрачење била нетачно подешена.
Клинички одговор на радијацију зависи од интеракције различитих фактора раста и цитокина. На пример, радијација може да индукује фактор раста и цитокине као што су фактор некрозе тумора (енгл. TNF-tumor necrosis factor), интерлеукин1 (енгл. IL-interleukin-1). Фактор некрозе тумора може изазвати пролиферацију фибробласта у оквиру одбрамбеног запаљењског процеса и тако блокирати туморску експанзију.
ТНФ и ИЛ-1 су се показали у ин витро условима као радиопротектори хематопоезних ћелија од подизања Д0 на кривој ћелијског преживљавања. ТНФ такође поспешују уништавање хуманих туморских ћелијских линија при озрачивању. ТНФ може изазвати заштиту од зрачења или повећану осетљивост на озрачење (повећати или смањити радиоосетљивост) зависно од типа ћелије. Покушај модулирања (мењања) радијационог ефекта са ТНФ је експерименталан.
Други фактори који учествују у радијационом одговору организма базирају се на фактору раста фибробласта и бета фактору раста деривата тромбоцита који може бити повезан са касним радијационим ефектима на крвним судовима.
Степен и трајање очувања функције нормалних ткива у вези је са бројем преживелих матичних ћелија после озрачења. Ако су матичне ћелије уништене у озраченом подручју, а инфилтрација сличним типом из одговарајућих ткива није адекватна, настаће радијационо оштећење - повреда. Развој касних ефеката је независтан од раних реакција, и они се могу запазити упркос оздрављењу од акутних радијационих повреда.

### Производња и примена оружја обогаћеног радиоактивним материјама у ратним и терористичким дејствима
Четири локације на територији Републике Србије (без Косова и Метохије, где је број локација знатно већи) су контаминиране осиромашеним ураном након НАТО бомбардовања 1999, а деконтаминиране су тек 2007.. У Србији се до 1999. регистровало између 15.000 и 20.000 нових случајева канцера, да би тај број већ 2004. достигао цифру од 30.000 нових болесника, што се једним делом може повезати и са контаминацијом након бомбардовања
 Председник Друштва Србије за борбу пртив рака, професор С. Чикарић у истраживању објављеном у тексту „Злочини у рату – геноцид у миру“ чији је био коаутор, објављеном у децембру 2012. године износи забрињавајуће податке о здравстбвеним последицама НАТО бомбардовања Србије.
Потенцијални терористички догађаји могу да доведу до уноса радиоактивног материјала у храну или воду нпр:
- Применом експлозива (нпр. динамита) да би се разбацао радиоактивни материјал (тзв. „прљава бомба"). Иако би „прљава бомба“ могла да изазове озбиљније повреде од експлозије она највероватније не би произвела довољно радиоактивног материјала у таквом облику да би могла изазвати озбиљну болест од зрачења код већег броја људи. Радиоактивни медицински и индустријски отпада се такође може користити за прављење „прљаве бомбе“. Од 1993, нуклеарна Регулаторна комисија (НРЦ) САД је пријавила 376 случајева крађе радиоактивних материјала[35].
- Бомбардовањем или разарањем нуклеарних постројења
- Експлозијом малих нуклеарних направа.

Иако би убацивање радиоактивног материјала у храну или воду највјероватније изазвало велику забринутост или страх, то вероватно не би изазвало већу контаминацију или повећану опасност од негативних здравствених последица. Међутим, људи који су изложени деловању зрачења од разбацаног радиоактивног материјала могли би имати већи ризик оболевања од рака у каснијем животу у зависности од примљене дозе зрачења.
Код деце у Ираку - где је „бачено“ преко 300 тона осиромашеног уранијума  употребом граната и аеросола у праху јавља се све већи проценат малигнитета и урођених аномалија него што је нормално. Слични извештаји долазе и из болница у Босни и са Косова, док нека проучавања болести у деце Америчких ветерана показују већи него нормалан проценат урођених мана.

### Експлозија атомске бомбе
Јасно је да експлозија атомске бомбе може да доведе до велике имовинске штете и погибије или рањавања експлозијом, али и до контаминације радиоактивним материјалом. Након експлозије много људи би могло да има симптоме акутне болести зрачења. Након нуклеарне експлозије радиоактивне падавине би се прошириле на широко подручје далеко од тачке удара, потенцијално повећавајући ризик од развоја рака код људи у току наредног периода. Најбољи пример налазимо у последицама насталим након бомбардовања Хирошиме и Нагасакија.
| Град     | Процена броја становника у време бомбардовања | Процена броја умрлих од акутне радијације |
| -------- | --------------------------------------------- | ----------------------------------------- |
| Хирошима | 340,000-350.000 лица                          | 90,000-166.000 лица                       |
| Нагасаки | 250,000-270.000 лица                          | 60,000-80.000 лица                        |

Јапански национални попис 1950, спроведен пет година после бомбардовања, регистровао је око 280.000 лица која су била „изложена“ дејству експлозије у Хирошими и Нагасакију. Пописом нису била обухваћена лица која су ушла у ове градове после бомбардовања. Студије спроведене међу преживелим Јапанцима су посебно важно јер обухватају велики број (86.572) изложеног становништва оба пола, широку дистрибуцију доза и комплетан ниво узраста. Резултати тог истраживања обезбеђују примарни основ за процену могућих ризика од рака изазваног радионуклидима.
У групи обухваћеној студијом међу особама које су преживеле бомбардовања било је 7.578 смртних случајева од солидних тумора од 1950. до 1990. Од наведеног броја смртних случајева изазваних тумором, 334 се може приписати последицама излагање радијацији. Током истог периода, 87 смртних случајева од 249 изазваних леукемијом може се приписати излагању радијацији. Године 1991, у време евалуације резултата, око 48.000 лица (56%) су још увек била жива.

### Индустријска примена радиоемитера
Од укупног броја извора јонизујућих зрачења који се користе у Републици Србији, око 80% се користи у медицини, око 15% у индустрији и око 5% отпада на остале делатности.

### Неправилно прикупљање складиштење транспорт и уништавање радиоактивног отпада
Радиоактивни отпад је назив за типове отпада који садрже радиоактивне хемијске елементе без икакве практичне примене. Он је понекад производ нуклеарних процеса, као што је нуклеарна фисија. Већина радиоактивног отпада је „отпад ниског степена“, јер има ниске нивое радиоактивности у односу на масу и волумен. У Србији око 80% радиоактивног отпада чини медицински отпад. Овај тип отпада се често састоји од коришћених игала и шприцева, личних дозиметара, заштитне одеће, која је само незнатно контаминирана али ипак опасна у случају радиоактивне контаминације људског тела преко хране, ваздуха, апсорпције контактом или инјекцијама.
| Класификација течног и чврстог радиоактивног отпада (ОСПОРБ-99) |                              |                                                    |                           |
| Специфична (запреминска) активност, Bq/kg (Bq/l)                |                              |                                                    |                           |
| Категорија отпада                                               | Бета, гама емитујући нуклиди | Алфа емитујући нуклиди (искључени су трансурански) | Трансурански радионуклиди |
| Нискоактивни                                                    | Мење од 106                  | Мење од 105                                        | Мење од 104               |
| Средњоактивни                                                   | Од 106 до 1010               | Од 105 до 1010                                     | Од 104 до 108             |
| Високоактивни                                                   | Више 1010                    | Више 10p9                                          | Више 108                  |

На простору Републике Србије не постоји постројење за третман и складиштење радиоактивног отпада. Неадекватно складиштење радиоактивног отпада у Институту за нуклеарне науке „Винча” представља опасност по здравље људи и животну средину. Систематско праћење стања јонизујућег зрачења врши се према Одлуци о систематском испитивању садржаја радионуклида у животној средини, док праћење стања нејонизујућег зрачења није успостављено.
у Србији су идентификовани следећи проблеми када је у питању прикупљање складиштење транспорт и уништавање радиоактивног отпада:
- неусклађеност регулативе,
- неадекватна мрежа праћења радиоактивности и нејонизујућег зрачења,
- непостојање базе података о изворима јонизујућих и нејонизујућих зрачења,
- непрописно коришћење извора јонизујућег и нејонизујућег зрачења;
- напуштени извори јонизујућих зрачења у индустрији и извори ван регулаторне контроле,
- непостојање система ране најаве ванредног догађаја и Плана за деловање у ванредном догађају, *непостојање инфраструктуре за прописано складиштење радиоактивног отпада.

### Нуклеарне пробе и научноистраживачки експерименти са радиоактивним материјалом
Више од 60 година истраживачки радиоактивни реактори широм света представљају језгро напретка нуклеарне физике и нуклеарне технологије, али и извор контаминације радиоактивним материјалом.
| „ | Мултидисциплинарна истраживања на истраживачким реакторима су допринела развоју производње нуклеарне енергије и радиоизотопа, развој нуклеарне медицине, и разних других елементарних анализа. До данас је саграђено око 670 истраживачких реактора, од којих је 246 реактора у погону у 56 земаља широм света (IAEA, 2010). | ” |

Пола од укупног броја оперативних истраживачких реактора старо је више од 40 година. Многи од њих су ремонтовани да би задовољили текуће стандарде и сигурносне критеријуме. Више од 70% је старије 30 и више година, док је 50% старије од 40 година. До 2012. године, 412 истраживачких реактора је угашено, размонтирано или је у процесу декомисије.
Тако су у последњих шест деценија настали бројни проблеми повезани са експлоатацијом истраживачких реактора, горивним циклусом и сигурносним аспектима, заједно са одржавањем како особља тако и објеката су актуелна тема у многим земљама.

### Свемирска и ваздухопловна истраживања у космосу
Током мисије Скајлаба у трајању од 84 дана, израчунато је како су; органи астронаута за производњу крви примили дозу зрачења од 79,4 mSv, очна сочива 128,3 mSv и кожа 178,5 mSv . Зато је НАСА одредила ограничења за излагање астронаута радијационој дози за очи, кожу и унутрашњости тела, према препоруци енгл. US National Council on Radiation Protection and Measurements, Тако да је максимална одређена доза за озрачења унутрашњост тела 250 mSv, очију 1000 mSv и коже 1500 mSv у току 30-дневног лета.
Годишње дозе озрачења астронаута, по истом принципу одређене су на 500, 2000 и 3000 mSv.
Лимит за целокупну професионалну каријеру астронаута је 1000-4000 или 4000-6000 mSv. Притом се мушкарцима дозвољава пријем веће количине зрачења, будући да су они мање подложни радијацијом индукованом раку дојки и штитњаче. Осим тога због краћег очекиваног животног века, код мушкараца је потребно мање време за развитак рака. Каријерни лимити израчунати су тако да пружају највише 3% вероватноћу за настанак смрти астронаута од рака индукованог зрачењем.

## Патогенеза
Ефекти зрачења на здравље могу се манифестовати у два облика као: негранични и гранични учинци.
Негранични учинци
Настају у току изложености нижим дозама зрачења. Они се могу појавити при било којој количини изложености зрачењу. При чему се ризик од штетних ефеката на здравље уопштено повећава са порастом апсорбоване количине зрачења. Негранични учинак који се највише проучава је карцином који се може јавити код једне особе али не и код сваке и често се појављује много година након изложености зрачењу.
Гранични учинци
Настају када је достигнута количина апсорбованог зрачења изазвала оштећење довољног броја ћелија да њен учинак постане видљив. Ови учинци се појављују кад је количина изложености зрачењу на десетине, стотине или хиљаде пута већа од позадинског зрачења (фона), а трајање изложености неколико минута. У овој табели приказани су неки гранични ефекти и дозе при којима се јављају.
| Гранични учинци, који настају када је достигнута количина апсорбованог зрачења изазвала оштећење довољног броја ћелија |                                                                           |
| Доза [рем] | Учинак                                                                    |
| 5-20 | • могућност појаве карцинома • могућност аберације хромозома              |
| 25-100 | • промене у крви                                                          |
| > 50 | • привремени стерилитет код мушкараца                                     |
| 100 | • удвостручена вероватноћа генетичких мутација                            |
| 100 - 200 | • повраћање, пролив, слабљење имунитета, поремећај раста костију код деце |
| 200 - 300 | • озбиљно радијационо тровање, мучнина                                    |
| > 300 | • сталан стерилитет код жена                                              |
| 300 - 400 | • уништење коштане сржи                                                   |
| 500 - 1000 | • акутна болест и брза смрт (у року од неколико дана)                     |

### Радијационо оштећење
Радијационо оштећење организма зависи од:
Доза озрачења
За информације о учинку високих доза зрачења научници се ослањају на епидемиолошке податке Јапанаца који су преживели експлозије атомских бомби, радника који су били у нуклеарној електрани у Чернобиљу у време несреће 1985. и људи који су изложени високим дозама зрачења при медицинској терапији. Ти подаци показују већу инциденцију карцинома код изложених особа и већу вероватноћу појаве карцинома ако је доза зрачења већа. Отприлике 134 радника и ватрогасца који су се борили са ватром у Чернобиљу примили су велике дозе зрачења, 700-13400 mSv и боловали су од акутног радијацијског тровања, а 28 их је умрло од повреда узрокованих зрачењем. У недостатку директне информације ови се подаци се користе за процену учинка нижих доза зрачења. Научници претпостављају да су шансе појаве карцинома пропорционалне количини зрачења и да је ризик једнак за хроничну и акутну изложеност. Другим речима, ниједно излагање зрачењу није без ризика.
Неке врсте карцинома које се повезују с високим дозама зрачења су леукемија, карцином дојке, бешике, дебелог црева, јетре, плућа, мултипли мијелом.
Брзина и временског распореда дозе
Временски период између изложености зрачењу и појаве карцинома назива се латентни период. За леукемију, минимални временски период између изложености зрачењу и појаве болести износи 2 године. За чврсте туморе латентни период износи више од 5 година.
Просторног распореда дозе
Просторног распореда дозе, која се исказује као спољашње/унутрашња и тотално/локална, може се исказати у овом обрасцу:
Т1/2eff = Т1/2ph + Т1/2b/Т1/2phxТ1/2b
Врста јонизујућег зрачења
Односи се на количини енергије коју зрачење преда живој материји по јединици пута.

### Радиосензитивност
- Биолошка ткива су веома осетљива на јонизујуће зрачење, а ефекти радијације зависе од осетљивости одређених ткива и органа[40][41].
- Радиосензитивност је сразмерна репродуктивној активности, а обрнуто сразмерна диференцираности ћелија и ткива.
- Радиосензитивност органа опредељују најосетљивије ћелије или ткива унутар органа. Активно пролиферативне и недиферентоване ћелије су најосетљивије на зрачење, док су зреле ћелије радиорезистентне.
- Оштећење ткива деловањем радијације своди се на оштећење појединачних ћелија и може изазвати; ћелијску смрт, прекид митоза, прекид ситезе ДНК и оштећење генетичког материјала.
- Радијациона оштећење се одвијају у функционалним ћелијама паренхима и у потпорним ћелијама строме.
- Радиосензитивност је у функцији метаболичког стања озрачене ћелије, при чему је ниво метаболизма директно пропорционалан брзини митоза а индиректно диференцијацији ћелија.
- Код ћелија са брзим митотичким циклусима време за деловање репарационих механизама је скраћено, због чега се повећава ризик за настанак хромозомских аберација, смрт ћелије, генетичке мутације и поремећај ћелијске функције.
- Најсензитивнија су феталне ћелије, лимфоцити, сперматогонија, хематопоетске матичне ћелије, криптогене интестиналне ћелије и базалне ћелије епидерма, док су релативно радиорезистентне нервне и мишићне ћелије.
- Најосетљивији органи су лимфоидни и хематопоетске органи, тестиси, оваријуми, црева и кожа, док су најрезистентнији мишићи и мозак.
- Дозе јонизујућег зрачења примењене у дијагностичкој нуклеарној медицини су значајно ниже од прага дозе за настанак детерминистичких ефеката. Међутим недавне студије указују на повећану радиосензитивност појединих етничких група, које су „рањивије“ на оштећења изазвана зрачењем од других. Студија спроведена (2002) на Универзитету у Њујорку установила је да се код јеврејки чешће може развити рак јајника, као одложени или споредни ефекат рендген дијагностике трбуха, од нејеврејки. Иако ови резултати захтевају даља истраживања и доказе, они указују на то да су етничка припадност и други генетички фактори повезани са осетљивошћу на зрачење[42][43].

### Оштећење хромозома и заустављање деоба и смрт ћелија
Директним, дејством јонизујућег зрачења на виталне макромолекуле ћелија (протеине, липиде и нуклеинске киселине) може доћи до оштећење двоструког ланца ДНК. Као коначни ефекат озрачивања ћелија може да;
- Прође без икаквих оштећења (у ћелији је сачувана репродуктивна способност)
- Да се репарира-обнавља (оштећење ћелија нема утицај на организам)
- Мутира (као последица утицаја зрачења на генетичко кодирање или ДНК које се преноси и на све ћелије новог организма и може да се искаже као наследни поремећај биохемијски или морфолошки са хромозомским аберацијама (делеције, инверзије и транслокације).
- Умре (због смртоносних озледа и губитка репродуктивне способности)

#### Хромозомске аберације
Радијација, дејством двоструког оштећења може изазвати прекид ланаца ДНК хромозома што изазива њихову аберацију која ремети деобу ћелија и изазива њену смрт. Прекинути крајеви хромозома могу се спојити са прекинутим крајевима других хромозома. Ове абнормалне комбинације су лако видљиве током митозе. Хромозомске абнормалности типично се дешавају у ћелијама озраченим у G1 фази ћелијског циклуса, пре дуплирања генетичког материјала. Ако су ћелије озрачене у G2 фази, могу настати хроматидне аберације. Учесталост хромозомских аберација у периферним циркулишућим лимфоцитима у корелацији је са примљеном дозом зрачења, тј апсорбованом дозом х и γ зрачења, већом од (0,5 Gy). Под утицајем малих доза, у контролисаним условима (<0,1 Gy), аберације представљају биомаркере експозиције, осетљивости и последице јонизујућих зрачења.

#### Мутације гена
Поред хромозомских аберација, јонизујуће зрачење може да изазове и мутације генетичког материјала. Које су морфолошки невидљиве. То су фине промене у структура генетичког материјала које се састоје од специфичних измена хемијске структуре одређеног дела молекула ДНК (као резултат ломова на појединим хромозомима). Према месту настанка мутације се унутар ћелије деле на; генске, хромозомске и плазматске
Значајно је да се генетичке мутације преносе на наредне генерације и током времена може доћи до њихове акумулације. Доказано је да и врло мале дозе јонизујућег зрачења (10-20 mGy или mSv), које не изазивају видљиве промене на хромозомима, доводе до тачкастих мутација. Ако се мутације десе у гаметима, доводе до појаве наследних генских болести, а у соматским ћелијама до појаве поремећаје синтезе одговарајуће беланчевине. Такође, присуство мутација може да изазове појаву канцерогенеза.
Особе изложене радијацији имају значајно већи ризик за појаву; стерилитета, спонтаних побачаја, рађање мртворођених плодова или брзе смрти живорођених плодова и појаву неоплазме (тумора) две до три деценије после њихове експозиције. Ови ризици су значајно већи него они код популације у целини изложене природном фону зрачења.

#### Слободни хидроксилни радикали
Зрачење, такође, може произвести и индиректни ефекат у ћелији, интеракцијом са водом (радиолизом воде, која испуњава 80% ћелијске запремине) стварајући изузетно реактивна једињења, слободне радикале, од којих је хидроксилни радикал (OH) снажни оксиданс, а атом водоника (Н) снажни редуктанс. Слободни радикали су високо реактивни хемијски ентитети који немају стабилан број спољашњих електрона у атомским љускама. Слободни радикал није стабилан и имају животни распон делића секунде. Процењује је се да је већина ћелија оштећена радиоактивним зрачењем изазвано стварања хидроксилних радикала;
(Јонизујуће зрачење + H2O → H2O* + е) — (H2O* + H2O → H3O* + OH*) — (OH* → Оштећење ћелије)
Коначни резултат свих напред наведених радијационих оштећења на нивоу ћелија је њихова смрт.

#### Повећана пропустљивост зидова крвних судова
Зрачења производе отицање, дегенерацију и некрозу васкуларног ендотела. Ово има за последицу повећану пропустљивост зидова крвних судова развој интерстицијелног излива течности и појаву едема ткива. На ове поремећаје надовезује се фиброзно задебљање зида крвног суда са дегенерација његових мишићних елемената што може довести до њиховог уништења и појаве радијационе некрозе..
- Поремећај спроводљивости
- Хеморагијска дијатеза
- Инхибиција ензима
- Исуфицијенција хематопоезе
- Хиповолемија и ацидоза

#### Епилација
Епилација или губитак длака, пре свега косе, код већих озрачења је честа појава која настаје као последица зрачењем изазваног оштећења ћелија корена косе.
Иако постоји мали ефекат губитка косе код зраћенја до 1 Gy, проценат епилације све више расте са порастом дозе до 5 Gy. Изнад 5 Gy, учесталост лагано опада или се одражава на нивоу нижих доза.

## Клиничка слика
| Дозе акумулираног зрачења и стадијуми у развоју клиничке слике радијационог синдрома |                                            |                                   |                                |
| Доза зрачења                                                                         | Продромални                                | Латентни                          | Манифестни                     |
| 1 - 3 Gy                                                                             | • Анорексија • Наузеја • Повраћање         | • Промене у ћелијама крви         | • Инфекције                    |
| 4 - 6 Gy                                                                             | • Повраћање • Изражена малаксалост • Замор | • Промене у ћелијама коштане сржи | • Хеморагијски синдром         |
| 7 - 10 Gy                                                                            | • Пролив • Опадање косе                    | • Аплазија коштане сржи • Ацидоза | • Интоксикација-ендогена сепса |

| Знаци/симптоми и њихова повезаност са дозом зрачења |              |
| Знаци/симптоми                                      | Дозе зрачења |
| Хематопоезни синдром                                | > 1 Gy       |
| Гастринтестинални синдром                           | > 6 - 8 Gy   |
| Неуроваскуларни синдром                             | > 10 Gy      |

Лимфопенија, неутропенија, а можда и панцитопенија, изазвана аплазијом коштане сржи може довести до сепсе, крварења, као и успореног зарастања рана.

## Дијагноза

### Физичка дозиметрија
Полазећи од чињенице да заштита од зрачења има примарну важност, један од главних задатака у заштити од зрачења данас је да се утврди што је могуће тачнији ниво реалних ризика за појединце који су професионално изложени зрачењу током свог рада.
Да би се ово постигло, потребно је да се систематски и поуздано снима и процењује појединачна доза зрачења. Све методе физике које се данас користи за ову намену не могу дати коначне резултате. Подаци о интерном и екстерном нивоу изложености, добијени овим методама могу значајно одступати од реалног нивоа изложености у зависности од услова, врсте и карактеристике зрачења којима је појединац изложен.
Физичка дозиметрија може бити;
- Персонална дозиметрија, термолуминисцентна дозиметрија (TLD)
- Мерење у околини у акциденту, мониторинг животне и радне околине

### Биодозиметрија
Биолошки индикатори - биомаркери и биодозиметрија може да пружи прави одговор на ово питање. Али, биодозиметри, који би регистровали низак ниво радијације или дозе ниског интензитета које су од великог значаја у заштити од зрачења, још увек нису измишљени. Зато је ово један од кључних проблема са којим се тренутно суочава заштите од зрачења, и који треба да решава наука у 21. веку.
Биодозиметрија може бити
- Одређивање радиоактивности урина
  - Алфа (α) спектрометрија
  - Ггама (γ) спектрометрија
- Анализа хромозомских оштећења
  - Аберација
  - Лезија
  - Микронуклеуса

### Биолошки показатељи
- Појаве првих симптома у продромалној фази
- Дужина латентног периода
- Лабораторијски показатељи

## Лечење
- Примена антибиотске, антивирусне, антигљивичне терапије
- Рана терапија цитокинима
- Рано санирање рана
- Према потреби деконтаминација гастроинтестиналног система
- Минимизирање инвазивних процедура
- Изолација
- Строга контрола животне средине, укључујући и изолацију, уз строго прање руку, хируршког прибора и употребу маски од стране запослених у медицинским установама.
- Према потреби примена Н2 блокатора и инхибитора протонске пумпе за профилаксу улкуса
- Примена одговарајуће исхране и лекова за одржавање желудачне киселости (sucralfate)
- Орална исхрана је боље ИВ, ако је то могуће (само кувана храна)
- Потпуна орална хигијена и хигијена ноктију
- Примена хлорхексидина за кожу и косу

## Одложени ефекти
Одложени ефекти дејства радијације, могу настати дуже време након примарног излагања радијацији и најчешће изазивају; зрачењем индуковану канцерогенезу, генетичке поремећаје код потомства, касне ефекте на органима (најчешће су то васкуларне промене, фиброза, атрофија, дисфункција штитњаче...), катаракта, и неплодност.
Компликације на плућима
Зрачењем изазвана повреда плућа након акутног излагања високим дозама зрачења, могу се развити неколико месеци од инцидената. Код већине озрачених промене на плућима, се јављају на нивоу алвеоло-капиларног комплекса, Ове повреде плућа често се описује као дифузно оштећење алвеола. Оне могу настати након акутног излагања плућа дозама већим од 800 до 1.000 рада (8-10 Gy).
Реактивне врсте кисеоника (РОС) чије стварање генерише зрачење, изазивају директно токсичноно дејство у ћелијама плућа покретањем каскадних молекуларних промена у цитокинима, што ствара самоодрживе циклусе запаљења и хронични оксидативни стрес. Тако су појаве разних варијетета цитокина индикатори повреде плућа.
Замена (репарација) нормалног плућног паренхима фиброзом је крајњи учинак кулмативног дејства радијације. У зависности од величине дозе (доза) и обима зрачењем оштећеног плућног ткива, зрачењем изазван акутни пнеумонитис, може се клинички манифестовати, сувим кашљем и диспнејом. Развој фирозе плућа, доводи до даљег погоршања диспнеје као једне од касних компликација.

## Последице
Као крајњи резултат зрачења у организму може да настане;
- Радијациона опекотина,
- Катаракта,
- Неплодност,
- Канцер,
- Смрт.